# Посольство України в Узбекистані
Посольство України в Узбекистані — дипломатична місія України в Узбекистані, знаходиться в Ташкенті.

## Завдання посольства
Основне завдання Посольства України в Ташкенті представляти інтереси України, сприяти розвиткові політичних, економічних, культурних, наукових та інших зв'язків, а також захищати права та інтереси громадян і юридичних осіб України, які перебувають на території Узбекистану та Таджикистану.
Посольство сприяє розвиткові міждержавних відносин між Україною і Узбекистаном, Україною і Таджикистаном на всіх рівнях, з метою забезпечення гармонійного розвитку взаємних відносин, а також співробітництва з питань, що становлять взаємний інтерес. Посольство виконує також консульські функції.

## Історія дипломатичних відносин
Встановлення дипломатичних відносин відбулося 25 серпня 1992 року шляхом підписання відповідного Протоколу [Архівовано 25 лютого 2022 у Wayback Machine.] під час візиту Президента Узбекистану Іслама Карімова в Україні, проте ще 28 жовтня 1991 року було підписано Договір про основи міждержавних відносин, дружбу та співробітництво [Архівовано 25 лютого 2022 у Wayback Machine.] і Протокол про консультації між міністерствами закордонних справ [Архівовано 14 лютого 2022 у Wayback Machine.] двох країн. З 1993 року у Ташкенті діє Посольство України в Узбекистані. З квітня 1995 року в Києві функціонує Посольство Узбекистану в Україні.

## Культурно-гуманітарне співробітництво
Розвиток культурно-гуманітарного співробітництва залишається одним з важливих напрямків двосторонніх відносин між Україною та Республікою Узбекистан. Договірно-правова база в цій сфері складається з десяти двосторонніх угод, головним з яких є Угода між Україною і Республікою Узбекистан в галузі культури [Архівовано 25 лютого 2022 у Wayback Machine.]. З метою розвитку співробітництва в культурній сфері Посольством України в Узбекистані за участю української діаспори проводяться культурно-просвітницькі заходи з нагоди державних свят України — Дня Незалежності України, Дня Конституції, Дня Державного прапора, Дня Соборності, а також з нагоди ювілеїв видатних постатей України.

## Договірно-правова база
149 укладених договірно-правових документів:
• 57 — міждержавні та міжурядові;
• 28 — міжвідомчі;
• 4 — документи, що не набули чинності;
• 28 — припинили дію;
• 32 — не мають статусу міжнародних договорів.
У консульській сфері укладено 5 двосторонніх договорів.

## Керівники дипломатичної місії
1. Сметанін Володимир Ілліч (1993—1999)
2. Касьяненко Анатолій Іванович (2000—2005)
3. Похвальський В'ячеслав Володимирович (2006—2010)
4. Савченко Юрій Васильович (2010—2019)
5. Погрібний Денис Сергійович (2019—2020) т.п.
6. Дорошенко Микола Петрович (2020—2025)[1][2]

## Консульство Української Держави в Ташкенті
- Консул — Лось-Коліндзян Іван (11.07.1918)

## Ключові документи
Договір між Україною та Республікою Узбекистан про дружбу і подальше поглиблення всебічного співробітництва від 19.02.1998 р. [Архівовано 2 січня 2019 у Wayback Machine.]
Угода між Урядом України і Урядом Республіки Узбекистан про вільну торгівлю від 29.12.1994 р. [Архівовано 23 січня 2022 у Wayback Machine.] та Протокол до неї від 25.06.2004 р. [Архівовано 24 лютого 2022 у Wayback Machine.]